# Șkuranka, Ripkî
Șkuranka (în ucraineană Шкуранка) este un sat în comuna Hubîci din raionul Ripkî, regiunea Cernihiv, Ucraina.

## Demografie
Componența lingvistică a localității Șkuranka
     Ucraineană (100%)
Conform recensământului din 2001, toată populația localității Șkuranka era vorbitoare de ucraineană (100%).